# Glypta bakeri
Glypta bakeri är en stekelart som beskrevs av Dasch 1988. Glypta bakeri ingår i släktet Glypta och familjen brokparasitsteklar. Inga underarter finns listade i Catalogue of Life.